# Sadorus
Sadorus est un village du comté de Champaign dans l'Illinois, aux États-Unis,. Il est incorporé le 31 juillet 1874. Le village est fondé, en bordure de la rivière Kaskaskia, en avril 1824, par Henry Sadorus et est la première localité fondée dans le comté.

## Démographie
Lors du recensement de 2014, le village comptait une population de 422 habitants. Elle est estimée, en 2016, à 413 habitants.

## Source de la traduction
- (en) Cet article est partiellement ou en totalité issu de l’article de Wikipédia en anglais intitulé « Sadorus, Illinois » (voir la liste des auteurs).